# Steve Veltman
Stephen James Veltman (ur. 4 sierpnia 1969 w Filadelfii) – amerykański kolarz BMX, brązowy medalista mistrzostw świata.

## Kariera
Największy sukces w karierze Steve Veltman osiągnął w 2000 roku, kiedy zajął trzecie miejsce w kategorii elite podczas mistrzostw świata BMX w Córdobie. W zawodach tych wyprzedzili go jedynie Kolumbijczyk Mario Andrés Soto oraz inny reprezentant USA - Randy Stumpfhauser. W tej samej konkurencji był siódmy na rozgrywanych rok wcześniej mistrzostwach w Vallet. Ponadto w 1997 roku zajął ósmą pozycję w kategorii elite na mistrzostwach w Saskatoon.